# 二重他動詞
二重他動詞（にじゅうたどうし、複他動詞とも、英: ditransitive verb）とは、他動詞のうち項が三つであるものを言う。「二重」というのは項のうちの二つが目的語として重出することを指しており、中でも特にその二つの目的語（直接目的語・間接目的語）がともに斜格でない場合（英語など）が研究上の焦点となり、他動詞の下位類として立てられる。
英語が典型的であり、S+V+O+O構文（単純な例: I gave him water (私は彼に水を与えた)においては、him と water の二つが目的語として存在している）の述部動詞（授与動詞等）がこれに当たる。
ただし英語でも語順を変更した場合や受動態の場合には
- I gave him this book (私は彼にこの本を与えた)
- → I gave this book to him (同上)
- → He was given this book (受動態：彼はこの本を与えられた)
- → The book was given to him (受動態：この本は彼に与えられた)
- I read him this book (私は彼にこの本を読んでやった)
- → I read this book to him (同上)

のように両目的語の形式が区別される。
ロマンス諸語では英語と同様に前置詞を用いる他、一部の代名詞で両目的語の形が区別されることがある。
ドイツ語では、両目的語の格が区別され、直接目的語は4格（対格）、間接目的語は3格（与格）となる。格変化のある多くの言語でも同様の区別がなされ、これらは狭義には二重他動詞から除く。日本語でも格助詞による区別がされるので、英語などに見られる二重他動詞はないとされている。